# Černihivský rajón
Černihivský rajón (ukrajinsky Чернігівський район, rusky Чернігівський район, bělorusky Чарнігаўскі раён) je administrativní a územní celek v západní části Černihivské oblasti na Ukrajině. Správním centrem je město Černihiv, které až do administrativně-teritoriální reformy v červenci 2020 nebylo jeho součástí. Tato reforma také snížila počet rajónů oblasti ze 22 na 5. Do Černihivského rajónu byla zařazena území Horodeňského, Kozeleckého, Kulykivského a Ripkynského rajónu, čímž se zvětšila rozloha z 	2 547 km² na 10 203,9 km² a počet obyvatel vzrostl z přibližně 52 tisíc na 456 tisíc.

## Geografie
Černihivský rajón hraničí na východě s Korjukivským a Nižynským rajónem na území Černihivščyny. Na západě (přes řeku Dněpr a Kyjevskou přehradu) s Vyšhorodským rajónem (do roku 1986 s Černobylským rajónem) Kyjivščyny a Homelskou oblastí v Bělorusku. Rajónem prochází mezinárodní silnice E95 (Oděsa–Petrohrad) a železniční spojení M01 Jihozápadních železnic.
Na území rajónu se nacházejí zásoby rašeliny, písku a hlíny. K hlavním řekám patří řeky Dněpr, který prochází Kyjevskou přehradou, a Desna (s přítoky Snov, Bilous). Půdy jsou převážně drnově podzolové. Smíšené lesy (borovice, bříza, olše, dub, osika) zaujímají 48,4 ha.